# Dave Helmick
Dr. David "Dave" Helmick (1937 - mei 2019) was een Amerikaans autocoureur. Hij won de 12 uur van Sebring in 1973 en de 24 uur van Daytona in 1977.

## Carrière
Helmick was in militaire dienst werkzaam als arts. Later ging hij als dokter in het United States Army aan de slag. Halverwege de jaren '60 verliet hij het leger en werd hij de dokter voor het Europese raceteam van Ford. Zo werkte hij in 1966 voor het team tijdens hun zege in de 24 uur van Le Mans. In het begin van de jaren '70 specialiseerde hij zich in radiologie.
Helmick was ook zelf actief als autocoureur. In 1963 begon hij zijn racecarrière in een Porsche 356, waarin hij in lokale Amerikaanse races reed. In de jaren '70 werd hij professioneel coureur en kocht hij een Porsche Carrera RSR, waarmee hij zijn eigen raceteam Ecurie Escargot oprichtte. Met dit team won hij de twee belangrijkste Amerikaanse enduranceraces. In 1973 won hij de 12 uur van Sebring met Peter Gregg en Hurley Haywood. In 1977 behaalde hij met Haywood en John Graves de zege in de 24 uur van Daytona.
Na het seizoen 1977 stopte Helmick als coureur en begon hij zijn eigen dokterpraktijk. Hij overleed in mei 2019.